# Cirkusdirektör

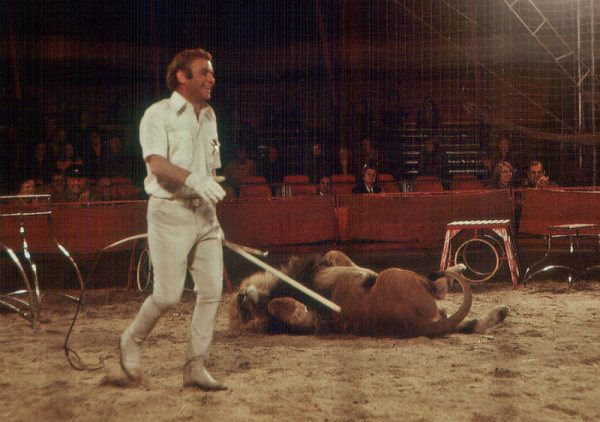
Cirkusdirektören och lejontämjaren Gerd Siemoneit-Barum.

En cirkusdirektör är en person som äger eller håller i en cirkus. I många cirkusar är det även denna person som är konferencier och presenterar de olika numren.

## Kända cirkusdirektörer
- P. T. Barnum
- François Bronett
- Oscar Carré
- Pablo Fanque